# Cinturó del blat de moro

Producció de blat de moro als Estats Units, any 2010

El Corn Belt (cinturó del blat de moro) és una regió de l'Oest Mitjà (Midwest) dels Estats Units, geogràficament composta de grans prades i on es produeix un percentatge substancial de la producció mundial de grans i cereals, particularment soja i blat de moro, que li dona el seu nom. Aquest conreu hi és el cultiu predominant des de la dècada de 1850, substituint les herbes altes natives de la praderia. Des del 1950, el 99% del blat de moro conreat és de varietats híbrides. La majoria del blat de moro conreat es destina a la ramaderia. En dècades recents el cultiu de la soia ha anat guanyant importància. Els Estats Units produeixen el 40% del blat de moro que es cull al món.
Les definicions geogràfiques d'aquest cinturó varien. Típicament està definida per incloure Iowa, Illinois, Indiana, Michigan, i l'est de Nebraska, est de Kansas, sud de Minnesota i parts de Missouri. El Corn Belt també de vegades es defineix incloent part de Dakota del Sud, Dakota del Nord, Ohio, Wisconsin, Michigan, i Kentucky. Aquesta regió es caracteritza pel terreny de poca altitud i els sòls profunds i fèrtils, amb alt contingut en matèria orgànica.
Més generalment el terme "Corn Belt" representa la regió agrícola de cultiu més intensiu del Midwest, amb la connotació d'un estil de vida basat en les granges familiars dirigides pels seus propietaris, amb petits pobles que els donen suport i poderoses organitzacions d'agricultors que fan lobbys per obtenir preus alts.
De vegades es diferencia el cinturó del blat d'una àrea més extensa, denominada el graners dels Estats Units, on l'activitat agrícola ha donat peu a una potent indústria ramadera associada.

## Història
Entre 1860 i 1982, la nova tecnologia agrícola va transformar el Corn Belt des d'una zona mixta de conreus i ramaderia a una zona molt especialitzada a obtenir diners dels cereals.
El vicepresident Henry A. Wallace, que va ser un pioner en les llavors híbrides, va declarar l'any 1956 que el Corn Belt havia desenvolupat la "civilització agrícola més productiva que el món hagi vist mai".
A partir de 1970 es va incrementar la producció de cultius i carn i va requerir una sortida en l'exportació, però la recessió econòmica global i el dòlar fort van reduir les exportacions fins i tot el cost de la producció va quedar per sota del preu de venda dels cultius, cosa que va crear problemes pels grangers.

## Equivalents en altres països
- Províncies del Txernozem a Rússia
- Canadian Prairies, o Canada's'Breadbasket'
- Palliser's Triangle, Regió semiàrida del Canadà productora de cerals.